# 周公解夢全書
『周公解夢全書』（しゅうこうかいむぜんしょ）または『周公解夢』（しゅうこうかいむ）は、中国の夢占いの古書である。古代中国の王朝、周の周公旦が夢の解釈にまつわる伝承をまとめて編ませたと伝えられている。
現在では「偽書であり、名君と称された周公旦に仮託されたものである」という説がほとんどであるが（後述のとおり、「荘周」「丁固」「佛道僧尼」といった明らかに周公の時代よりかなり後の人物や語彙が登場する）、その内容の秀逸さから日本や中国などにおいて、夢占いの参考書・底本的存在として用いられることもある。
20世紀初頭に、敦煌莫高窟から、いわゆる敦煌文献の一つとして、全23章よりなる『新集周公解夢書』の完本が発見された。唐代の筆写と推定されており、また「新集」とあることから、それ以前に成立していた『周公解夢書』を拡充・整理したものと考えられている。

## 内容
『周公解夢全書』は、下記の一文にはじまる。
詞曰：夜有紛紛夢、神魂預吉凶、荘周虚幼蜨、呂望兆飛熊、丁固松生貴、江淹得筆聰、黄粱巫峽事、非此莫能窮。
【書き下し文一例】
詞に曰く、夜、紛紛の夢有り、神魂、吉凶を預く。莊周、幼蜨と虚むれ、呂望、熊の飛すを兆し、丁固、貴き松が生ず、江淹聰し筆を得て、黄粱、巫峽が事、此れ能く窮まる莫かれに非ず。
【意味】
いにしえから詞でいうには、夜に見る夢とは、入り乱れてまとまりのないほど様々なものが有るものだ。それは、神魂（または精神）が、その夢を見た者に吉凶の判断をさせるように預けたものである。（以下は著名な人が見た夢の例。）荘周は幼蝶として戯れる夢（胡蝶の夢）を見て、呂望は熊が飛ぶ夢を兆しとした。丁固の見た貴い松が生える夢、江淹の見た聡し筆を得る夢、黄粱（邯鄲の枕）、巫峡の夢など、紛紛たる夢はこれだけにきわまるものではない。
以下、解夢（夢の解釈）を項目別に分けた全27篇からなる。各篇の見出しは以下の通り。
- 一、天地日月星辰
- 二、地理山石樹木
- 三、身體面目齒髮
- 四、冠帶衣服鞋襪
- 五、刀劍旌節鐘鼓
- 六、帝王文武呼召
- 七、富室屋宇倉庫
- 八、門戸井竈廚廁
- 九、金銀珠玉絹帛
- 十、鏡環釵釧梳篦
- 十一、衣帳毯褥匙櫡
- 十二、船車遊行物件
- 十三、道路橋梁市集
- 十四、夫妻産孕交懽
- 十五、飲食酒肉瓜菜
- 十六、塚墓棺槨迎送
- 十七、文書筆硯兵器
- 十八、哀樂病死歌唱
- 十九、佛道僧尼鬼神
- 二十、被害鬥傷打罵
- 二十一、捕禁刑罰獄具
- 二十二、田園五穀耕種
- 二十三、水火盗賊燈燭
- 二十四、垢汚沐浴凌辱
- 二十五、龍蛇禽獸等類
- 二十六、牛馬豬羊六畜
- 二十七、龜鱉魚蝦昆蟲

## 映画『周公解夢』
本書名を冠した個人映画を香港の俳優曾國祥（デレク・ツァン）が自ら監督を務め製作し、香港で公開している。